# Мала хидроелектрана Међувршје
Мала хидроелектрана Међувршје прибранска низводна хидроелектрана на Западној Морави, у Међувршју, узводно од Чачка. Налази се у саставу Дринско-лимских хидроелектрана из Бајине Баште.
Још 1901. године стручна комисија и заинтересовани инвеститор су проучавали терен и утврдили могућност градње хидроелектране у Овчарско-кабларској клисури. Услови за градњу су повећани, посебно након 1896. када је дошло до одроњавања десне обале, чиме је направљена брана и успостављен знатан пад на релативно малој дужини реке. За хидроелектрану је било потребно само подићи мању брану и прокопати тунел.
Направљена је на потезу Овчарско-кабларске клисуре, у наставку деривационе мале хидроелектране Овчар Бања. Радови на подизању бране почели су 1947.
На излазу из Овчарско-кабларске клисуре, подигнута је брана висине 30 метара и дужине 190 метара. Пуњењем језера потопљено је 150 хектара обрадивог земиљшта и исељено 10 кућа из села Међувршје. Вода из језера се доводи тунелом до постројења хидроелектране.
Електрана је почела са радом 10. августа 1957. године.

Турбине је произвео „Литострој” из Љубљане, а генераторе „Раде Кончар” из Загреба. Инсталациона снага је била 7 МW.
Од пуштања у рад, непрекидно је радила до 13. маја 1965, када је дошло до велике поплаве на Западној Морави. Исто као и мала хидроелектрана Овчар Бања је поплављена, а брана је оштећена. Због поправки обе хидроелектране нису радиле скоро годину дана.
Са циљем да се радни век електране продужи применом нове технологије и материјала 2006. године је потписан уговор о ревитализацији.
Главни испоручиоци опреме су били:
- „АТБ Север” из Суботице - генератор. Он је извео и радове за основну опрему
- француска фирма „Андино” - турбина
- институт „Михајло Пупин” - опрему за управљање и заштиту
- „АБС Минел” - трансформатори, разводно постројење и опрема за сопствену потрошњу
- институт „Никола Тесла” - опреме за побуду генератора, исправљаче и инверторе и за сигурносно напајање.

Већину електромонтажних радова је обавио „Електроват“ из Чачка, а „Гоша Монтажа“ из Смедеревске Паланке је поставила турбинску опрему.
Уграђена је потпуно нова опрема: разводно постројење, трансформатори, каблови, систем управљања и заштите, сигурносно напајања, агрегати. Задржано је само старо кућиште генератора, а од турбине спирала и доводни цевовод кроз тунел пречника 5 и дужине 400 метара.
Инсталисани проток воде је након ремонта повећан са 40 на 50 m³ у секунди. Инсталисана снага турбина је повећана на 9 (3,4 + 5,6) MW, повећањем пречника радног кола турбина за око 100 милиметара. Употребљени су нови и квалитетнији материјали и пројектна решења, што је увећало степен корисности турбина и генератора. Пројектована запремина акумулације је 18 милиона кубних метара.
Електрана је пуштена у пробни рад 27. децембра 2010. 8. марта 2014. пуштен је у рад и трећи агрегат од 620 kW.